# لورا نوفوا
لورا نوفوا (بالإسبانية: Laura Novoa)‏ هي ممثلة أرجنتينية، ولدت في 8 يناير 1969 ببوينس آيرس في الأرجنتين.

## وصلات خارجية
- لورا نوفوا على موقع IMDb (الإنجليزية)
- لورا نوفوا على موقع قاعدة بيانات الفيلم (الإنجليزية)